# Allodontermes
Allodontermes es un género de termitas  perteneciente a la familia Termitidae que tiene las siguientes especies:
1. Allodontermes amicus
2. Allodontermes aurivillii
3. Allodontermes demoulini
4. Allodontermes diversifrons
5. Allodontermes mactus
6. Allodontermes malelaensis
7. Allodontermes potens
8. Allodontermes trilobatus